# Clark University
Clark University är ett privat forskningsuniversitet som ligger i Worcester i Massachusetts. Lärosätet grundades av handelsmannen Jonas Gilman Clark och psykologen G. Stanley Hall.